# Terryglass
Terryglass (en irlandais, Tír Dhá Ghlas, terre des deux courants d'eau) est un village et une paroisse civile dans le comté de Tipperary, en Irlande.

## Localisation
Le village est situé sur la route R493, sur la rive nord-est de Lough Derg, près de l'entrée de la Shannon dans le Lough. C'est une paroisse civile dans la baronnie d'Ormond Lower. 
C'est également une paroisse ecclésiastique du diocèse catholique romain de Killaloe.

## Histoire

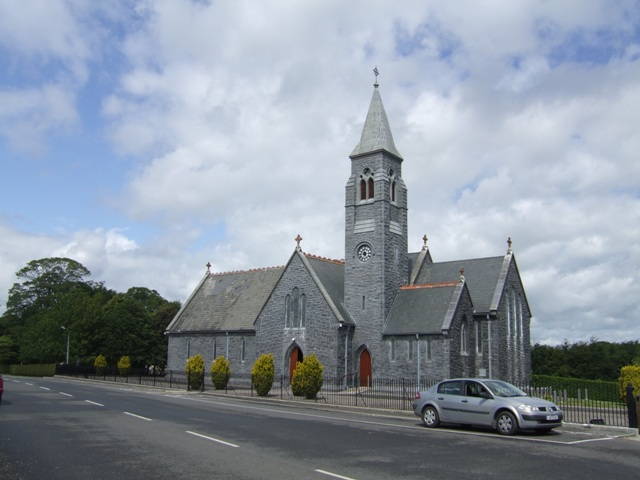
L'église catholique.

Au début du Moyen Âge, l'endroit était connu sous le nom de Tír dá glass. Un monastère (abbaye) y fut fondé par Columba de Terryglass (décédé le 13 décembre 552) en 549. 
Il était le fils de Colum mac Crimthainn et un disciple de Finnender of Clonard (St. Finnian de Clonard). Il était l'un des douze apôtres d'Irlande,.
Le monastère devint un centre d’apprentissage et produisit (vers 1160) le Livre de Leinster qui se trouve maintenant au Trinity Collège de Dublin. Le livre est un important recueil d’histoire, de contes et de poèmes écrits en irlandais moyen et serait l’œuvre de Áed Ua Crimthainn, un abbé du XIIe siècle de Terryglass.
Les Vikings ont fréquemment attaqué l'abbaye. En 843, une expédition dirigée par Turgesius attaqua Terryglass et Lorrha.
En 1164, l'abbaye fut incendiée. Un mur, vestige de cette abbaye, se trouve à l'arrière du Paddy pub, dans le village.

## Les puits miraculeux de Terryglass
Terryglass a deux puits miraculeux : le puits de St. Augh's Eye et le puits pour les  maux de tête de St. Columba.
Le puits pour les yeux, St. Augh's Eye, est situé sur le quai. Il est dédié au saint chrétien du IXe siècle nommé Augh. Selon la légende locale, Augh aurait perdu la vue devant un chef danois qui vivait à Slevoir. Augh est réputé avoir retrouvé la vue grâce à l'eau du puits. Les croyants visitent le puits les samedis du mois de mai entre le lever et le coucher du soleil à la recherche de remèdes pour les problèmes oculaires. Le rituel commence sur la dalle faisant face au soleil levant et se poursuit avec les participants récitant un credo, 5 Notre Pères et 5 Je vous salue Marie de chaque côté du puits. 
Lorsque les prières sont terminées, leurs yeux sont lavés à l'eau du puits. De petites offrandes telles que des fleurs sont laissées sur un buisson à proximité. La source du puits est un ruisseau qui coule près de là. 
La légende prétend que saint Patrick a baptisé des personnes dans le puits lors de sa visite dans la région,.
Le puits de saint Columba est situé dans le village de Terryglass. Il porte le nom de Columba. Il est supposé guérir les maux de tête et les migraines,.

## Politique environnementale
Terryglass a remporté l'Irish Tidy Towns Competition en 1983 et 1997.

## Loisirs
- GAA : Shannon Rovers GAA qui comprend Terryglass, Kilbarron et les environs, est basé à Páirc an Phobail, Ballinderry. Les Jersey Colours sont rouge et blanc.
- Football : Shannon Rangers FC, aussi basé au Páirc an Phobail.
- Cyclisme : Terryglass est sur l'une des north Tipperary Cycle Routes. Celle de 65 km démarre à Banba Square, Nenagh, son parcours est estimé à une demi-journée[10].
- Navigation : Terryglass dispose à la fois d'espaces publics et privés.

## Personnalités locales
- Columba de Terryglass (mort en décembre 552), un des douze apôtres de l'Irlande. Il fonda le monastère de Terryglass en 548 et y fut enterré[11].
- Sir William Bernard Hickie, major général irlandais de l’armée britannique et politicien nationaliste irlandais, a vécu à Slevoir.
- Rickard Deasy (1916-1999), syndicaliste agricole, né à Terryglass.
- Martin O'Meara (1885-1935), combattant de la Première Guerre mondiale, titulaire de la Victoria Cross, né à Terryglass.

### (en)Annals of Inisfallen (AI)
- AI717.1 Kl.Repose of Manchán of Liath, and of Congertach, abbot of Tír dá Glas.
- AI740.1 Kl. Maenchíne, abbot of Tuaim Gréine, and Cillíne, abbot of Tír dá Glas, [rested].
- AI777.4 The drowning of more than a hundred of the Connachta at Tír dá Glas.
- AI784.3 Repose of Cumascach, abbot of Tír dá Glas.
- AI844.1 Kl. The plundering of Dún Másc, in which Aed son of Dub dá Chrích, abbot of Tír dá Glas, fell.
- AI895.2 Repose of Mael Petair son of Cúán, abbot of Tír dá Glas and Cluain Ferta Brénainn.
- AI965.1 Kl. Repose of Dunchad, abbot of Tír dá Glas.
- AI1008.2 Repose of Céilechair son of Donn Cuan, abbot of Tír dá Glas.